# 가스방전등

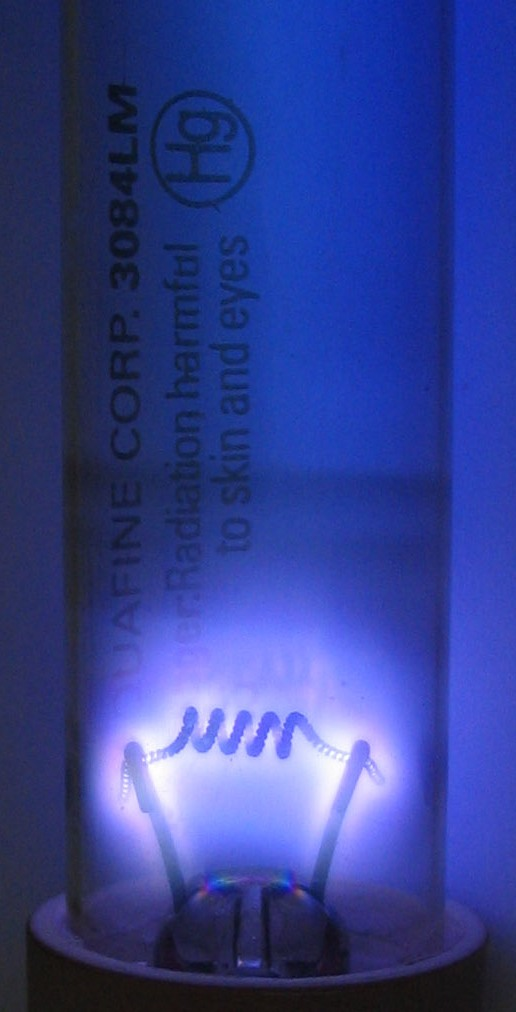

기체방전등(氣體放電燈, gas discharge lamp)는 이온화된 기체(=플라즈마)에 전자를 충돌시킴으로써 빛을 발생시키는 인공 광원이다. 가스 방전의 특성은 가스의 압력뿐만 아니라, 전류의 주파수에 의존한다. 전형적으로, 이러한 램프는 희가스(아르곤, 네온, 크립톤, 크세논) 또는 이들 가스의 혼합물을 사용한다. 대부분의 램프는 수은, 나트륨, 금속 할로겐화물 등의 추가적인 재료로 채워져있다. 작동할 때 가스가 이온화되고, 튜브에서 전기장으로 가속된 자유 전자는 가스 및 금속 원자와 충돌한다.

## 색상
그것의 원자 구조에 따라 각 가스는, 램프의 다른 색상으로 변환하는 특정 파장을 방사한다. 다양한 개체의 색상을 재현하는 광원의 능력을 평가하는 방법은 소스가 점화하는 것으로, 조명에 관한 국제 위원회 (CIE)가 색상 렌더링 지수 (CRI)를 도입했다.

## 같이 보기
- 아크 방전
- 방출 스펙트럼
- 형광등
- 방전관
- 광원 목록